# Evrei mizrahi
Evreii mizrahim (în ebraică יהודי המִזְרָח, în arabă يهود مزراحي),  evrei orientali  sau evreii din Orient, sunt o diviziune etnică a evreilor. Aceștia sunt evreii orientali, descendenții evreilor care au locuit mai ales în Orientul Mijlociu și Africa de Nord, dar cuprind și pe evreii originari din Daghestan, Azerbaidjan, Georgia, Asia Centrală, India, eventual și Etiopia.
„Mizrahi” în limba ebraică înseamnă „oriental”. Sub forma „Mizrahim” termenul a fost popularizat în limba engleză și alte limbi străine de către activiștii politici pentru propășirea evreilor orientali în Israel
Înainte de instituirea statului Israel, evreii orientali nu s-au identificat ca subgrupuri evreiești separate. În schimb, ei se considerau în general sefarzi, în sensul larg, religios, al termenului, întrucât ritul lor religios este similar sau asemănător cu cel al iudaismului sefard iberic (dar cu unele diferențe între „obiceiurile” minhag ale diverselor comunități - iemeniți, irakieni, din Aleppo, buhari, georgieni, caucazieni, indieni din Cochin etc). În schimb, evreii sefarzi europeni și americani de origine din Peninsula Iberică (urmași ai evreilor spanioli și portughezi) ca de pildă cei din Balcani, România, Italia, Germania, Anglia, Olanda și America, nu se consideră orientali sau mizrahim. Un caz aparte sunt evreii sefarzi turci, care uneori sunt considerați orientali din cauza așezării geografice a Turciei în Orientul Mijlociu sau Apropiat. Din punctul de vedere al rabinatului israelian oficial, orice rabin de origine orientală din Israel se află sub jurisdicția rabinului șef sefard al Israelului.
Termenul „Mizrahim” sau Adot Hamizraḥ (obștile din Orient) pentru evreii orientali a crescut în folosință în Israel în condițiile întâlnirii valurilor de imigranți evrei din Europa, Africa de Nord, Orientul Mijlociu, Asia Centrală, Caucaz și India, uzanți ai ritului sefard în serviciul religios. În uzul israelian modern, se referă la toți evreii din țările Orientului și Africii de Nord, multe dintre ele fiind țări arabe sau musulmane. Termenul a ajuns să fie utilizat pe scară largă la începutul anilor 1990 de către activiștii politici care au combătut discriminarea evreilor orientali „Mizrahim”. De atunci, în Israel, aceasta a devenit o desemnare semi-oficială și acceptată de către presăÎn Israel termenul Mizrahi era rezervat în trecut partidelor religioase sioniste sau național-religioase Mizrahi și Hapoel Mizrahi, înființate în Europa, precum și băncii legate de aceaste partide - Banca Mizrahi, iar termenii de mizrahim sau adot hamizrah pentru comunitățile venite din Orient însemna pur și simplu „orientali".
Utilizarea termenului etnic Mizrahi în engleză și în alte limbi străine a fost rodul eseurilor și manifestelor politice publicate în străinătate de militanții pentru egalitatea în drepturi a evreilor orientali în Israel. Unii din acesti militanți (ca de exemplu profesorul Yehuda Shenhav-Shahrabani) au susținut și utilizarea termenului de evrei arabi - yehudim-aravim pentru acei evrei orientali proveniți din Orientul Arab.